# Hibiscus insularis
Hibiscus insularis ist eine seltene Pflanzenart aus der Familie der Malvengewächse. Sie ist auf der Phillip-Insel endemisch.

## Merkmale
Hibiscus insularis ist ein dicht verzweigter Strauch, der eine Höhe von 1 bis 2,5 Meter erreicht. Die Krone ist gerundet. Die eiförmigen, gekerbten  Laubblätter sind 4 bis 6 Zentimeter lang. Die Blüten stehen einzeln in den Blattachseln. Sie erreichen einen Durchmesser von 8 Zentimetern. Jede Blüte  besitzt drei bis sechs eiförmige 10 bis 13 Millimeter lange Tragblätter, einen fünflappigen glockenförmigen, filzigen  ungefähr 22 Millimeter langen Blütenkelch und fünf längliche hell zitronengelbe teilweise gebogene ungefähr 6 Zentimeter lange Blütenblätter. Die Blütenblattadern sind rosa und mit zunehmendem Alter bekommt die gesamte Blüte eine rosa Färbung. Die Frucht besteht aus fünf Kammern, die von einem bleibenden Kelch umgeben sind.

## Ökologie
Die Keimlinge von Hibiscus insularis besitzen sehr kleine Blätter, die in einer tief gelappten juvenilen Form gebildet werden. Dieses Stadium kann bis zu 20 Jahre beibehalten werden, bevor die erwachsene Form der Blätter produziert wird. Da bisher nur Blätter in der erwachsenen Form entdeckt wurden, kann von einer langen Generationszeit für Hibiscus insularis ausgegangen werden. Die Blüten von Hibiscus insularis wachsen aufwärts an den Enden der Zweige mit selten mehr als einer Blüte in derselben Phase am selben Zweig. Es werden große Mengen von Nektar produziert. Wenn sich die Blüten das erste Mal öffnen, sind sie weiblich, einen Tag später haben sie das männliche Stadium erreicht. Während der nächsten Tage bekommen die Blüten eine rosa Färbung und schließen sich, wenn sie welken. Es wird angenommen, dass Hibiscus insularis von Vögeln bestäubt wird, jedoch ist es möglich, dass die ursprünglichen Bestäuber ausgestorben sind. Hibiscus insularis ist fähig, Samen durch Selbstbestäubung zu erzeugen. Auch vegetative Vermehrung durch Stammstecklinge ist möglich.

## Bestand und Gefährdung
In der Vergangenheit stellte die Überweidung und die Bodendegradierung durch verwilderte Schweine, Ziegen und Kaninchen eine hohe Bedrohung dar. Infolge von Renaturierungs- und Schutzprojekten wurden die eingeführten Tiere von der Phillip-Insel entfernt. Heute geht die größte Gefährdung von Neophyten wie dem Olivenbaum Olea europaea subsp. africana aus. Der Afrikanische Olivenbaum konkurriert mit Hibiscus insularis um Wasser und Nährstoffe. Er bildet Dickichte, die die Ausbreitung von Hibiscus insularis blockieren. Nachtfalterraupen, insbesondere die Arten Pectinophora scutigera und Anisoplaca cosmia, vermindern die Fähigkeit dieser Hibiskus-Art, entwicklungsfähige Samen zu produzieren. Die Bodenerosion auf der Phillip-Insel erschwert ebenfalls eine Erholung der heimischen Vegetation. 1939 wurden nur 13 Individuen gezählt. 1963 bestand die Population aus acht Pflanzen. 1988 wurde die Art an zwei kleinen Orten nachgewiesen, die je eine Fläche von 500 m² haben. 2001 kam ein dritter Ort mit einer Fläche von 500 m² hinzu. 2003 betrug die Anzahl der in der Wildnis vorkommenden erwachsenen Pflanzen weniger als 50. In der Kultivierung wächst die Art unter anderem in den Norfolk Island Botanic Gardens, in den Booderee Botanic Gardens im Booderee-Nationalpark und in den Royal Botanic Gardens Melbourne.